# Kleincarsdorf
Kleincarsdorf ist ein Ort mit ca. 230 Einwohnern, der seit 1973 zur Gemeinde Kreischa im Landkreis Sächsische Schweiz-Osterzgebirge im Süden von Sachsen gehört. Der Ortsteil befindet sich rund 11 km Luftlinie südlich vom Stadtzentrum Dresdens und etwa 2 km nordwestlich von Kreischa entfernt, in der Landschaftseinheit des Döhlener Beckens. Er entstand aus dem namensgebenden Herrensitz von Otto de Karlesdorf und wurde 1216 erstmals urkundlich erwähnt. Die kleine Gutssiedlung mit Häuserzeilen wurde von fränkischen Siedlern im Zuge des Landesausbaues auf Geheiß des Markgrafen von Meißen gegründet.

## Geographie

### Geographische Lage
Das Dorf befindet sich nur 2 km nordwestlich vom Kreischaer Ortszentrum und circa 11 km südlich von der Dresdner Altstadt entfernt. Der Ortsteil wird im Norden durch den Lauebach und die anschließenden Auen begrenzt. Im Südwesten stellt die Staatsstraße 36 (S36) die Grenze des Dorfes dar. Im Osten verläuft die Gemarkungsgrenze von Kleincarsdorf entlang des Weinbergs in nördliche Richtung zum mäandrierenden Lauebach. Die Dorfstraße markiert die Gemarkungsgrenze westlich des Weinbergs bis zum Kleincarsdorfer Weg.

### Nachbarorte
| Possendorf | Brösgen                                     | Theisewitz  |
| Börnchen   | Kompassrose, die auf Nachbargemeinden zeigt | Zscheckwitz |
| Karsdorf   | Quohren                                     | Kreischa    |

### Geologie
Der Landschaftsraum von Kleincarsdorf liegt im Döhlener Becken, einer regionalgeologischen Einheit. Er wird von geologischen Schichten des Rotliegenden aus dem Karbon und Perm geprägt. Sandsteine und Gneis-Porphyrkonglomerate sind die bestimmenden Gesteine. Die Sedimente aus dem Rotliegenden lagern auf Schichten des älteren Grundgebirges. An den nördlichen Hängen von Kleincarsdorf bilden diluviale Schichten – bestehend aus Gehängelehm – den Übergangsbereich zu den angrenzenden fluvialen Sedimenten des Lauebachs (Alluvium).

### Topographie

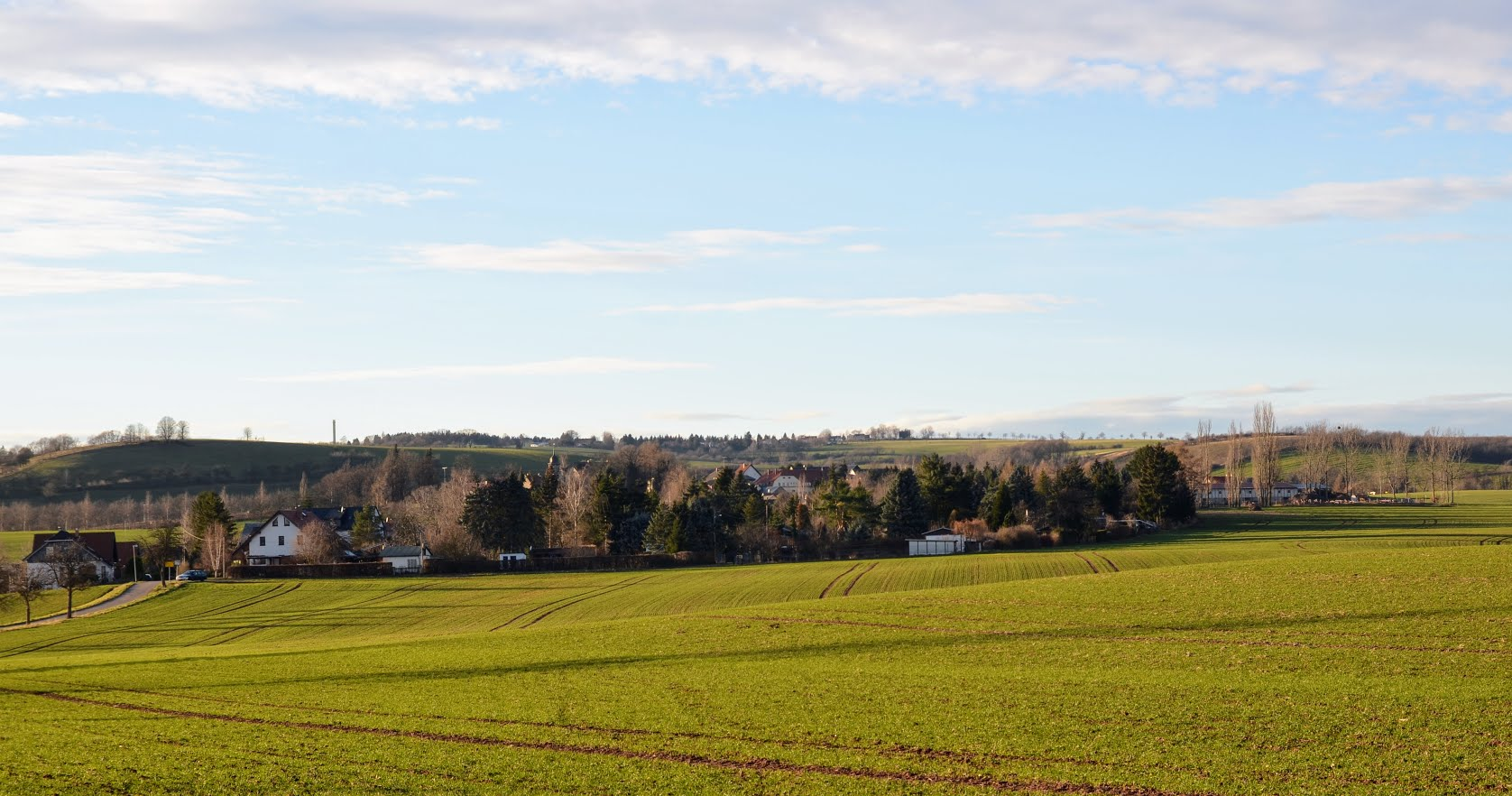
Kleincarsdorf

Der Ort befindet sich im Kreischaer Becken, das innerhalb des Döhlener Beckens gelegen ist. Kleinkarsdorf weist eine bewegte Topographie auf und fällt in nordöstliche Richtung zum Lauebach und in östliche Richtung nach Zscheckwitz hin ab. Im Nordwesten stellt ein kleines Plateau – mit der Bezeichnung Laue – den topographischen Hochpunkt der Gemarkung dar. Der Ort liegt auf etwa 280 Metern über Meereshöhe.

### Klima
Kleincarsdorf liegt mit seinem humiden Klima in der kühl-gemäßigten Klimazone. Das Dorf befindet sich im Übergangsbereich zwischen dem feuchten atlantischen Klimabereich und dem trockenen Kontinentalklima. Nach der Klimaklassifikation von Köppen-Geiger zählt der Ort zum gemäßigten Ozeanklima (Cfb-Klima). Dabei bleibt die mittlere Lufttemperatur des wärmsten Monats unter 22 °C und die des kältesten Monats über −3 °C.  Über das gesamte Jahr ergibt sich eine mittlere Temperatur von 7,8 °C. Die Niederschlagsmenge beträgt im durchschnittlichen Jahresmittel lediglich 643 mm, wobei ein Übergewicht im Sommer zu verzeichnen ist.

### Kulturlandschaft

#### Siedlungsstruktur
Kleincarsdorf ist heute eine kleine Gutssiedlung mit Häuslerzeilen und gewannartigen Streifen. Am Alten Anger befand sich eine Allmende. Um diesen langgezogenen Dorfplatz sind kleine Höfe und Häusleranwesen des eigentlichen Bauerndorfes gruppiert. Die Giebelseite der Gebäude wendet sich dem Platz zu.

#### Schutzgebiet
Im Norden von Kleincarsdorf schließt sich das 1796 Hektar große Landschaftsschutzgebiet Lockwitztal und Gebergrund an.

#### Flurtypen
Die Oberflächenformen des Kreischaer Beckens sind durch Hänge, steile Feldraine, Steinrücken, Talauen und Schluchten geprägt. Diese landwirtschaftlichen Grenzertragsstandorte werden meist als Grünland bewirtschaftet. Die bewegte Topografie des Ortes hat die Bewirtschaftung der Block- und Gewannfluren erschwert. Die kleinen, blockförmigen Parzellen wurden überwiegend mit dem Hakenpflug in Längs- und Querrichtung bearbeitet. Die Gewannfluren wurden mit dem Räderpflug bestellt. In den Übergangsbereichen von deutscher zur slawischer Besiedelung treten Blockgewannfluren als Mischformen auf.

#### Huhle

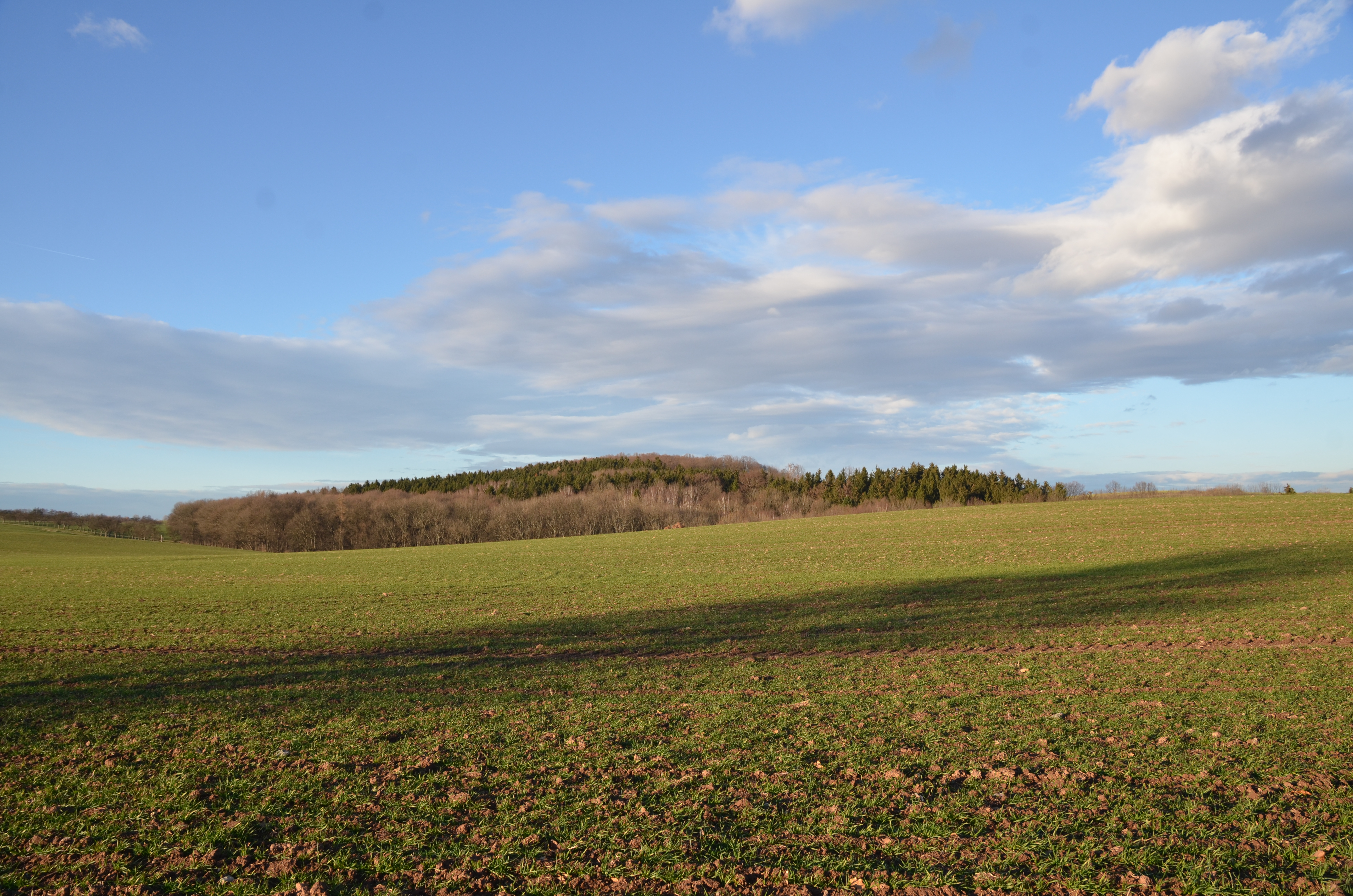
Huhle bei Kleincarsdorf

Die Huhle stellt ein kleines Waldstück nordöstlich von Kleincarsdorf dar und trägt ihren Namen von einem historischen Hohlweg, der in dem Gehölzbestand verläuft. Der Lauebach, ein Zufluss des Possendorfer Bachs, fließt im südlichen Teil des Waldes und führt als episodisches Fließgewässer nur gelegentlich, nach starken Regenfällen und infolge der Schneeschmelze Wasser.

## Geschichte
Kleincarsdorf wurde im Jahre 1216 anhand eines Otto de Karlesdorf mit einem Herrensitz das erste Mal urkundlich erwähnt. Der Ort gilt als fränkische Gründung, die im Zuge des Landesausbaues auf Geheiß des Markgrafen von Meißen errichtet wurde. Carlstorf gehörte 1378 zum castrum Dresden.
Die Grundherrschaft mit eigener niederer Gerichtsbarkeit lag beim Rittergut. 1456 wird Mülich von Carlowitz von Herzog Friedrich II. mit dem Niederhof zu Kreischa und den Gütern Saida, Karsdorf und Zscheckwitz belehnt. Die von Carlowitz besaßen Kleincarsdorf bis 1669,  1633 bis 1655 wird der Oberhofprediger Jacob Weller auf Kleincarsdorf erwähnt, danach wechselten Rittergutsbesitzer (Grundherren) sehr oft. 1782 wird eine Gastwirtschaft und eine Schmiede nebst Feld und Wiese erwähnt.
Das barocke, zweigeschossige Herrenhaus mit charakteristischen Krüppelwalmdach wurde 1786 erbaut und befand sich im Hofkomplex mit dem Rittergut, nach dem Brand vom 21. Juli 1909 entstanden ein Wohnflügel, das Rittergut wurde auf der anderen Seite der Dorfstraße  unter dem Besitzer Curt Alexander Karl von Wulffen neu erbaut, dem im Jahre 1925 einer Gesamtfläche von 105 ha Grundbesitz gehörte. Das Gut fiel 1945/46 unter die Bodenreform in der SBZ, die Besitzer wurden vertrieben und enteignet. Das Gutsland wurde an Neubauern aufgeteilt. Das Schlossgebäude wird seitdem für Wohnungen genutzt. Seit 1952 ist der Gutshof Sitz der LPG Fortschritt, heute die Dresdner Vorgebirgs Agrar AG.
Am 7. Oktober 1973 wurde Kleincarsdorf nach Kreischa eingemeindet.

### Name
Rittergut und Ort hatten zunächst unterschiedliche Namen. Während das Gut bis ins 17. Jahrhundert den Namen Karsdorf trug, hieß das umgebende Dorf Cleyn Carsdorf. Nicht zu verwechseln damit ist das nahe Dorf Wendisch Carsdorf, welches bis 1484 ebenfalls zum Gut gehörte.
Kleincarsdorf ist von jeher nach Possendorf gepfarrt. 1858 schloss sich Kleincarsdorf der Quohrener Schulgemeinde an. Infolge der kgl. sächs. Landgemeindeordnung von 1838 erhielt der Ort einen Gemeindevorsteher und einen Gemeinderat. Ab 1875 der Amtshauptmannschaft Dippoldiswalde unterstellt, vereinigte es sich 1952 mit Quohren im Kreis Freital und 1971 mit Kreischa.

### Entwicklung der Einwohnerzahl
Die Einwohnerzahl von Kleincarsdorf kann aufgrund der bestehenden Gehöfte, Gärtner- und Häusleranwesen um 1550 auf rund 70 Personen geschätzt werden. Diese Zahl verdoppelte sich innerhalb von 200 Jahren auf circa 130 Einwohner. Bis 1890 vervierfachte sich die Einwohnerzahl. Dieses starke Bevölkerungswachstum im ländlichen Raum setzt fruchtbare Böden im Umfeld der Siedlung voraus. Nach dem Zweiten Weltkrieg begann die Bevölkerung zu schrumpfen. Die Einwohnerzahl hat sich von 1946 bis 2011 aufgrund der vermehrten Land-Stadt-Wanderungen halbiert.
| Jahr | Einwohnerzahl                             |
| ---- | ----------------------------------------- |
| 1552 | 8 besessene Männer, 7 Inwohner            |
| 1764 | 14 besessene Männer, 6 Gärtner, 1 Häusler |
| 1834 | 178                                       |
| 1871 | 368                                       |
| 1890 | 423                                       |
| 1910 | 332                                       |

| Jahr | Einwohnerzahl |
| ---- | ------------- |
| 1925 | 377           |
| 1939 | 354           |
| 1946 | 427           |
| 1950 | 457           |
| 1964 | 358           |
| 2011 | 233           |

Als besessener Mann wird ein Bauer verstanden, der über Eigentum, Haus, Hof, Grund und Boden verfügt. Die bewirtschaftete Flur nimmt eine Fläche von circa 5 Hektar ein und entspricht der Größe, welche Kolonisten als Grundbesitz bekommen haben. Inwohner hatten keinen eigenen Besitz.